# .351WSL彈
.351 溫徹斯特自動裝填彈（也称为.351 SL或.351 WSL ）是一种美国步枪子弹，于1906年设计推出。

## 历史
温彻斯特在温彻斯特 1907 型自动裝填步枪中推出了 .351 SL，以替代温彻斯特 1905 型和.35 SL。 .351 SL 是 1907 型唯一使用的口径。該槍受到警察和安全部队的欢迎，法国更在两次世界大战中都使用了这种口径。 
Ribeyrolles M1918的 8×35 毫米弹基于 .351 SL。在1919 年，一種汤普森冲锋枪試验型也使用過 .351 SL彈，但沒有投入商业生产。 

## 现代使用
虽然60 年代時有少数枪支作家批评 .351 SL 不适合用作鹿狩猎子弹，并且認為这种子弹的威力在 .357 马格南在卡宾枪發射的級別，但.351 SL 的杀伤力其實介于.30-30 温彻斯特和.35 雷明顿之间。汤森·惠伦（Townsend Whelen）称赞它“是一种适合在密林中猎杀鹿和类似猎物的优良子弹。” 
大多数 .351 SL 的商用装弹以 1,850 至 1,925 fps 的速度从 20 英寸枪管发射 180 格令 .351 口径子弹，当从 20 英寸枪管发射时，枪口能量与一般的 .30-30 相同（而不是制造商的长槍管）。 与其他中等口徑子弹相比，.351 SL 的威力更接近 .35 雷明顿（200 格令 0.358 子弹，从 20 英寸枪管发射，速度为 1,950 至 2,000 fps），而不是.357麥格農彈發射於卡宾枪（158格令 1,800 fps）。

.351 SL 子弹采用一种不常见的，直径為 .351吋的子弹，而不是 .35 口径（9毫米）步枪子弹中更常用的 .357 或 .358 子弹。 目前，大多数 .351 SL 由少数中古制造商生产，通常為裸铅或镀铜弹，偶尔也會使用壓缩为 .351 或 .352 口径的 .358 被甲弹。考虑到發射該子彈的槍通常都上了歲數，新制弹药通常会裝填為低壓，同時初速也會較慢（与20-30年代相比）。 但是对于更换過复进簧和缓冲器的槍来说，.351 SL 可以裝填（handload）到原始的速度。截至 2017 年，Hawk Bullet 仍在生产 .351 被甲開花弹，其被甲厚度适和步槍初速。 

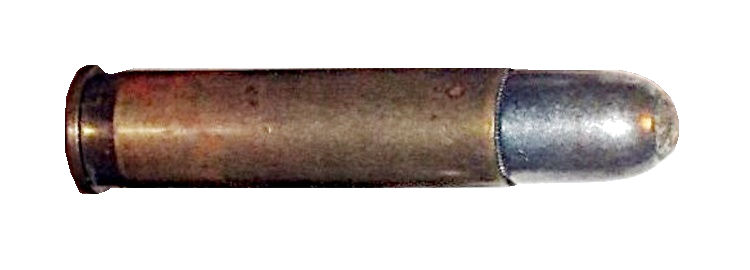
.351 WSL弹
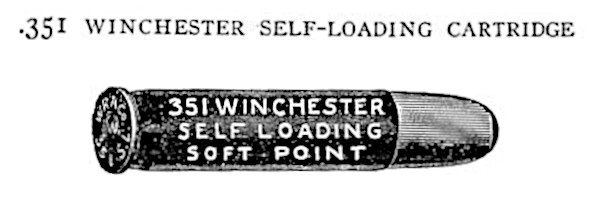
.351 WSL 宣传圖
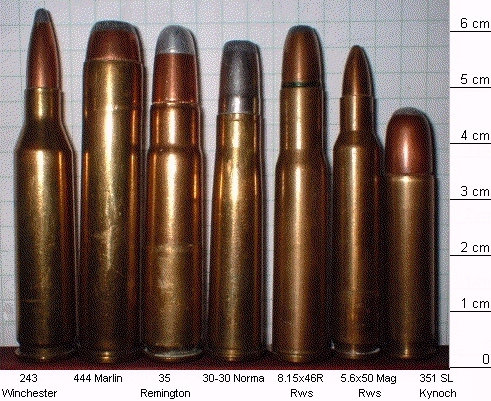
.30-30 温彻斯特、.35 雷明顿、.351 WSL以及其他口徑大小比較

## 另見
- 子彈列表
- 步枪子弹列表
- 手枪和步枪子弹表
- 9毫米口径子彈